# معهد شنيانغ لتصميم الطائرات
معهد شنيانغ لتصميم الطائرات (بالصينية: 沈阳飞机设计研究所؛ بينيين: Shěnyáng Fēijī Shèjì Yánjiū Suǒ؛ أو معهد 601) هو معهد تصميم طائرات صيني تابع شركة طائرات شنيانغ، متخصص في تصميم الطائرات العسكرية.
في مارس 2019، أنشأ معهد شنيانغ لتصميم الطائرات معهد يانغتشو للابتكار التعاوني في مقاطعة جيانغسو.

## المنتجات
- شنيانغ جيه-5
- شنيانغ جيه-6
- شنيانغ جيه-8
- نسخ معدلة من شنيانغ جيه -11 مثل جيه-11بي
- شنيانغ جيه-15
- شنيانغ جيه-16
- شنيانغ جيه-35